# 아시아 패럴림픽 위원회
아시아 패럴림픽 위원회(Asian Paralympic Committee, APC)는 아시아 대륙의 장애인 스포츠를 총괄하는 스포츠 행정 기구이다. 장애인 아시안 게임을 주관한다.

## 같이 보기
- 장애인 아시안 게임
- 청소년 장애인 아시안 게임
- 국제 패럴림픽 위원회
- 아시아 올림픽 평의회